# Rovajärvi (Gällivare socken, Lappland, 748897-174222)
Rovajärvi är en sjö i Gällivare kommun i Lappland och ingår i Kalixälvens huvudavrinningsområde. Sjön har en area på 0,174 kvadratkilometer och ligger 368,1 meter över havet. Sjön avvattnas av vattendraget Ropukkajoki.

## Delavrinningsområde
Rovajärvi ingår i det delavrinningsområde (748870-174306) som SMHI kallar för Ovan 748664-174474. Medelhöjden är 378 meter över havet och ytan är 8,01 kvadratkilometer. Det finns inga avrinningsområden uppströms utan avrinningsområdet är högsta punkten. Ropukkajoki som avvattnar avrinningsområdet har biflödesordning 4, vilket innebär att vattnet flödar genom totalt 4 vattendrag innan det når havet efter 220 kilometer. Avrinningsområdet består mestadels av skog (91 procent). Avrinningsområdet har 0,36 kvadratkilometer vattenytor vilket ger det en sjöprocent på 4,5 procent.